# Конгресно-виставковий центр «Парковий»
Конгресно-виставковий центр «Парковий» — унікальний архітектурний та технологічний комплекс світового рівня, призначений для організації виставок, конференцій, форумів, концертів і приватних подій. Одна з найбільших івент-локацій України розміщена в діловому центрі міста, але одночасно — у мальовничій парковій зоні в безпосередній близькості від Маріїнського парку.  Був споруджений у Києві у 2010-ті за адресою Паркова дорога 16-а. Спеціалізується на наданні площ в оренду для проведення заходів різного формату.

## Характеристика
До будівлі комплексу «Парковий» входять:
- лаунж-бар «Cava lounge bar» — розташований на першому поверсі комплексу, є основним лаунжем конгресно-виставкового центру
- ресторан «Chi» — розташований на третьому поверсі комплексу, має велику літню терасу з видом на річку Дніпро.
- офісний простір,
- дата-центр «Парковий» — комерційний дата-центр,
- безпосередньо конгресно-виставковий центр,
- вертодром «Дніпро 1» — розташований на даху і має 2 посадочні поля важких вертольотів. На вертодромі встановлено найсучасніше світло-сигнальне, радіолокаційне, метеорологічне обладнання, що дозволяє приймати повітряні судна цілодобово і за будь-яких погодних умов. Також вертодром може приймати різноманітні івенти: конференції, концерти, виставки і презентації.

У складі Конгресно-виставкового центру:
- Конгресно-концертний зал площею 1500 м² місткістю до 1100 осіб.
- Виставковий простір, пристосований для трансформацій, загальною площею до 3500 кв.м.
- Малі конференц-зали, конференц-кімнати і переговорні від 50 до 300 кв.м.
- Тераса із видом для проведення заходів у літній час.
- Підземний паркінг і відкриті парковки.

## Події
У центрі «Парковий»:
- проводили свої конференції компанії Hewlett Packard, Samsung, Syngenta, Basf.
- проходили покази в рамках Українського тижня моди та Mercedes Fashion Days,
- презентації авто Lexus, BMW, Range Rover, Porsche, Volvo.

На вертолітному майданчику провели концерти Steve Aoki і Іван Дорн.
«Парковий» приймав засідання представників ООН, благодійний захід від UNICEF і став офіційною локацією пісенного конкурсу Євробачення 2017.

## Власність центру
У грудні 2010 ТОВ «Амадеус Ко» отримало в оренду на 25 років земельні ділянки площею 2,18 га. «Амадеус Ко» виступало замовником будівництва вертолітного майданчика для тодішнього президента України Віктора Януковича.
28 лютого 2017 Верховний Суд України задовольнив заяву ГПУ та скасував незаконні судові рішення, якими з держбюджету України було безпідставно стягнуто на користь ТОВ «Амадеус Ко» понад 66 млн грн бюджетного відшкодування податку на додану вартість. Справу направлено на новий розгляд до суду першої інстанції.
4 серпня 2017 року Апеляційний суд Києва за поданням ГПУ виніс рішення про накладення арешту та заборону користуватися, розпоряджатися та відчужувати земельні ділянки площею понад 2 га та розташовані на цих ділянках об'єкти нерухомості так званого «Вертолітного майданчика Януковича», власником якої є ТОВ «Амадеус Ко».